# Lulu s'maque
Lulu s’maque est un album de bande dessinée humoristique écrit et dessiné par Frank Margerin, paru en 1987.
C'est le troisième tome de la série de Lucien, après "Chez Lucien" et avant "Lucien se met au vert"

## Synopsis
Après avoir terminé son service militaire, Lucien retourne à la vie civile et retrouve ses anciens compagnons d'aventure, Ricky et Gillou.
Mais petit à petit, il se rend compte qu'il ne peut plus insister sur les vieilles habitudes de son adolescence : le moment est venu de devenir adulte, de décrocher un travail décent et de conquérir une copine de longue date.
Ce vieux rebelle rockabilly pourra-t-il s'adapter à une existence bourgeoise sans perdre le vieil esprit rock and roll ?